# Henrik Wergeland
Henrik Arnold Wergeland (Kristiansand, 17 giugno 1808 – Oslo, 12 luglio 1845) è stato un poeta norvegese.
Studiò teologia, ma si dedicò subito ad un'attività politica e letteraria intensa. Scrisse una molteplicità di novelle, articoli, farse, su una quantità di tematiche, da quelle storiche a quelle geografiche, da quelle religiose a quelle sociali.
La sua opera più rilevante fu La creazione, l'uomo e il Messia, un poema di 15.000 versi da lui definito «epos dell'umanità», scritto nel 1830, considerata lo stampo del suo pensiero: vi confluiscono idee del Romanticismo e dell'Illuminismo, mescolate eterogeneamente. Scrisse anche drammi e liriche (I quadri di fiori di Jan van Huysum, 1840).
Wergeland sostenne una lunga e aspra polemica con Johan Sebastian Welhaven, propugnando l'unità nazionale della Norvegia, cercando soprattutto di educare la popolazione, intesa come depositario dei valori culturali e morali della nazione.

## Opere
- Ah!, 1827
- Irreparible Tempus, 1828
- Sinclairs død - La morte di Sinclair, dramma, 1828
- Digte, Første Ring - Poesie, primo ciclo; raccolta del 1829
- Skabelsen, mennesket og Messias - La Creazione, l'Uomo e il Messia, 1830. La critica su questo lavoro avviò una lunga controversia fra Wergeland e Welhaven.
- Spaniolen - Lo spagnolo, 1833
- Digte, Annen Ring - Poesie, secondo ciclo, raccolta del 1833
- Barnemordersken - L'assassina del bambino, dramma teatrale, 1835
- Campbellerne, 1837
- Digte - Poesie, raccolte del 1838
- Czaris, 1838
- Stockholmsfareren - Viaggio a Stoccolma, farsa del 1838
- Engelsk salt - Sale inglese, farsa del 1838
- Den konstitutionelle - La Costituzione, farsa del 1838
- Vinægers fjeldeventyr - L'avventura sulla montagna di Vinæger, farsa del 1838
- Svalen - La rondine, del 1841
- Norges Konstitusjons Historie - La storia della costituzione norvegese, 1841-1842
- Jødesagen I Det Norske Storthing - La questione ebraica al Parlamento norvegese, 1842
- Jøden - L'ebreo, poema,uno spaccato della simpatia di Wergeland per gli ebrei, del 1842
- Jødinden - La donna ebraica, 1844
- Den engelske lods - Il pilota inglese, 1844
- Hasselnødder - Noccioline nocciola, autobiografia del decennio 1830-1839, del 1845
- Det befriede Europa - L'Europa libera, 1845
- Kongens ankomst - L'arrivo del re, 1845
- Jan van Huysums blomsterstykke - poema floreale di Jan van Huysums, 1845
- Til min gyldenlak - La mia serratura d'oro, 1845
- Mennesket - L'umano, poema epico del 1845